# Дуб (древесина)
Древесина дуба — прочный, крепкий, плотный, твёрдый и тяжелый материал, востребованный в деревообработке и мебельной промышленности.  Из-за своих характеристик и внешнего вида древесину дуба относят к элитным видам. Однако дуб широко распространён (вся территория России, Северная Америка, Западная Европа, Средиземноморье, Северная Африка, Китай, Юго-Восточная Азия), поэтому древесина этого дерева достаточно доступна и активно применяется во множестве сфер: от создания предметов декора до кораблестроения.  

## Свойства
Характеристики древесины дуба зависят от места произрастания, но существуют неизменные общие свойства: высокая плотность, стойкость к деформации и короблению, высокая твердость радиального и тангенциального типов, высокое сопротивление при резе. Показатель упругости, в среднем, составляет 12,3 ГПа, прочность при сжатии по линии волокон равна 56 МПа, а при статическом изгибе — приближена к 87 МПа. Объемный вес древесины при показателе влажности в пределах 10-15% равен от 700 до 800 кг. Удельный вес (плотность) — в пределах 550 - 750 кг (0,55 - 0,75 г/см³) для сухого дерева. Показатель естественной влажности — 60%. Древесина дуба в свежесрубленном виде из-за высокой природной плотности имеет большую массу — масса кубометра свежеспиленного дуба составляет около 1 тонны. Сушка существенно снижает вес материала.
Высокая плотность обеспечивают древесине тяжесть и устойчивость к механическому воздействию. Твердость по Бриннелю дубовой древесины — примерно 3,7 кгс/мм². Это достаточно высокий показатель, который уступает венге, ореху, клёну, оливе, но превосходит большую часть наиболее доступных сортов древесины, особенно хвойных. Благодаря высокому содержанию дубильных веществ (танинов) дуб устойчив к гниению и поражению насекомыми. Древесина дуба характеризуется средней усадкой при высыхании — при правильной обработке и хранении деформация материала минимальна.
Текстура ярко выражена, с характерными крупными волокнами и годичными кольцам, цвет — от светло-жёлтого до тёмно-коричневого, часто с золотистым или медовым оттенком, со временем может темнеть. Цвет морёного дуба зависит от срока и условий нахождения в воде, если древесина морилась несколько сотен лет, то становится чёрной с серебристыми или палевыми прожилками, а при существенной нехватке кислорода (толстый слой ила или песка поверх дерева) древесина может приобрести фиолетовый оттенок.
Оттенок древесины зависит от возраста дуба, региона его произрастания, также как и механические свойства. Например, древесина красного турецкого дуба (Quercus cerris) имеет лучшие механические свойства, чем у белых дубов: скального (Quercus petraea) и английского (Quercus robur). Ядро и заболонь при этом имеют схожие механические свойства.
Также различаются: 
- дуб боровой, дубровный или каменный (Quercus ilex), выросший на сухих песчаных местах — в дубравах или борах; кора у него толстая, почти чёрная; древесина мелкослойная, соломенно-жёлтого цвета, отличается твёрдостью, но малоупруга;
- дуб ольсовый, свинцовый, железный или водяной, произрастающий по берегам текучих вод и на возвышенных местах, среди ольховых трясин (ольс); он с кожистой корой светлого синевато-серого цвета, покрытой беловатыми пятнами, и прямым стволом с густой, редко сухой, вершиной; древесина крупнослойная с бледно-розовым отливом и белой оболонью, очень тяжёлая, весьма упругая, но при высыхании сильно трескающаяся;
- на местах средних между бором и ольсом вырастает дуб с древесиной переходных качеств — желтоватой, с белой оболонью, более упругой, чем дубровного дуба, но ниже ольсового, и по твёрдости уступающей обоим; кора на стволе толстая, мягкая, серо-бурая, покрытая в трещинах красноватым налётом, а с северной стороны зеленоватым мхом; суховершинность и дупловатость комлевой части ствола довольно часты.

Технологические свойства
Древесина дуба устойчива к образованию трещин, появлению плесени и грибка. Имеет высокое сопротивление удару, хорошо гнётся. Легко окрашивается. Хорошо поддаётся искусственному старению (браширование).
Древесина дуба склонна к скалыванию, так что её обработка любым инструментом несколько осложнена, особенно при мелкой деталировке, которая нужна, например, при работе на станках с ЧПУ. Хорошо выдерживает крупную резьбу.

## Применение
Древесина дуба — износостойкий и фактурный материал с высокой прочностью и твёрдостью. Поэтому её широко используют в самых разных сферах — для изготовления мебели, элементов интерьера, кухонных принадлежностей, для отделки полов и стен, создания каркасов зданий, а также для производства шпона.
Кроме того, дубовую древесину можно применять для устройство подводных и основных частей деревянных судов: древесину Quercus robur и Quercus petraea использовали в Европе для строительства кораблей, особенно военных, вплоть до XIX века. От бортов корабля USS Constitution, сделанных из виргинского дуба, могли отскакивать даже выпущенные из пушек ядра.
Из североамериканских красных дубов северный красный дуб (Quercus rubra) высоко ценится как пиломатериал. А целом материал используют как бочарный, экипажный, машинный, мебельный, паркетный и столярный лес. В столярном деле особенно ценят морёный дуб, как за уникальный внешний вид, так и за физические свойства.
В горных штатах Индии, например, в Уттаракханде, дубовая древесина не только топливо и пиломатериалы, но и материал для изготовления сельскохозяйственных орудий. А дубовые листья, остающиеся после деревообработки, используют кормом для скота в неурожайные периоды.
Дубовую древесину используют и в качестве дров. Но, хотя теплота сгорания древесины дуба выше, чем у других древесных пород средней полосы России, для полного сгорания дубовых дров требуется большая тяга воздуха. Кроме того, дубовый уголь плохо держит жар.